# ジェームズ・マクレーン
ジェームズ・ジョゼフ・マクレーン（James Joseph McClean [mˈkleɪn], 1989年4月22日 - ）は、北アイルランド・ロンドンデリー出身のサッカー選手。EFLチャンピオンシップ・レクサムAFC所属。アイルランド代表。ポジションはMF。マクリーンとも表記されるが、マクレーンと発音される。
2013年8月にウィガン・アスレティックFCへ移籍する前は、トロジャンFC、インスティテュートFC、地元のデリー・シティFC、そしてサンダーランドAFCでプレーした。代表では、故郷の北アイルランド代表としてU-21でプレーしたものの、その後はアイルランド代表でのプレー願望から北アイルランドA代表への招集は拒否し、2012年2月にFIFAからの代表変更の許可を得て、チェコ戦でアイルランドA代表として初出場を飾り、UEFA EURO 2012でもプレーした。

## 経歴

### クラブ

#### インスティテュート、デリー・シティ
北アイルランドのロンドンデリークレガンで生まれ、アイルランドとの国境付近やカトリックの家だったこともあり、熱狂的なセルティックFCファンの家庭で育つ。地元のトロジャンズFCでサッカーを始め、それから数年後にインスティテュートFCの下部組織に加入し、2007年に同クラブのトップチームからグレントランFC戦で初出場を飾った。
その後、インスティテュートのクラブ事情からデリー・シティFCへのトライアル参加を許可され、スティーブン・ケニー監督に感銘を与えて、見事デリー・シティとの契約を勝ち取ると、2008年7月1日のリーグ・オブ・アイルランドカップ戦で初出場にして初得点を挙げる活躍を見せ、9月のコーク・シティFC戦でリーグ戦初出場を飾った。加入初年度はパトリック・マッコートとナイアル・マッギンの存在から出場機会を制限され、リザーブチームでのプレーが主戦場だったが、翌年は、マッコートの移籍に伴って定位置を確保した。シーズン終了後、クラブが財政難による所属選手への給料未払いだったことでリーグを追放されており、その為、自由契約選手となったマクレーンに対し、リンカーン・シティFCやイングランドの2クラブからオファーがあったものの、デリー・シティがファーストディビジョン (2部) での活動ライセンスが付与される可能性が高まったことで、2009年12月10日に再契約した。そして、2010年シーズンは、ストライカーのマーク・ファレンと攻撃を牽引して30試合10得点を挙げ、移籍したマッギンの穴を埋めるプレーを見せると、翌2011年シーズンは負傷で出場が制限されていたにもかかわらず、7得点10アシストの数字を残しており、その活躍にアイルランドプロサッカー選手協会によるリーグの年間最優秀若手選手賞にノミネートされた。

#### サンダーランド
2011年8月9日、移籍金35万ポンドでサンダーランドAFCに3年契約で移籍した。デリー・シティ時代の負傷の影響もあり、少なくともクリスマスまでの間をリザーブチームで過ごすことをスティーヴ・ブルース監督に示唆されたマクレーンは、プレミアリザーブリーグのニューカッスル・ユナイテッドFC戦で初出場及び初得点を挙げる等でアピールしたものの、ブルース監督体制下での出場はなかった。しかし、マーティン・オニール監督就任後にリザーブでのマンチェスター・ユナイテッドFC戦でのプレーを見出され、オニール監督指揮1試合目となった12月11日のブラックバーン・ローヴァーズFC戦において、1点差を追いかける中で後半からデビューを飾り、逆転勝利に貢献する及第点のプレーを見せると、2012年1月2日のマンチェスター・シティFC戦で先発を任され、2日後のウィガン・アスレティックFC戦で移籍後初ゴールを決めた。その後も、1月8日のFAカップでのピーターバラ・ユナイテッドFC戦 (2-0) で2得点目、21日のスウォンジー・シティAFC戦 (2-0) でステファン・セセニョンの先制点をアシスト、29日のFAカップでのミドルズブラFC戦ではフレイザー・キャンベルの同点弾をアシストと目に見える結果を残しており、そのプレーは敵将のトニー・モウブレイ監督からも称賛される等、左サイドハーフのレギュラーとして、左サイドバックのキーラン・リチャードソンと連携してチームを支え、3月23日には、契約を2015年夏まで延長することに成功した。同2011-12シーズン終了間近には、ジャック・コルバックを抑え、ファン投票によるクラブの年間最優秀若手選手賞を受賞した。

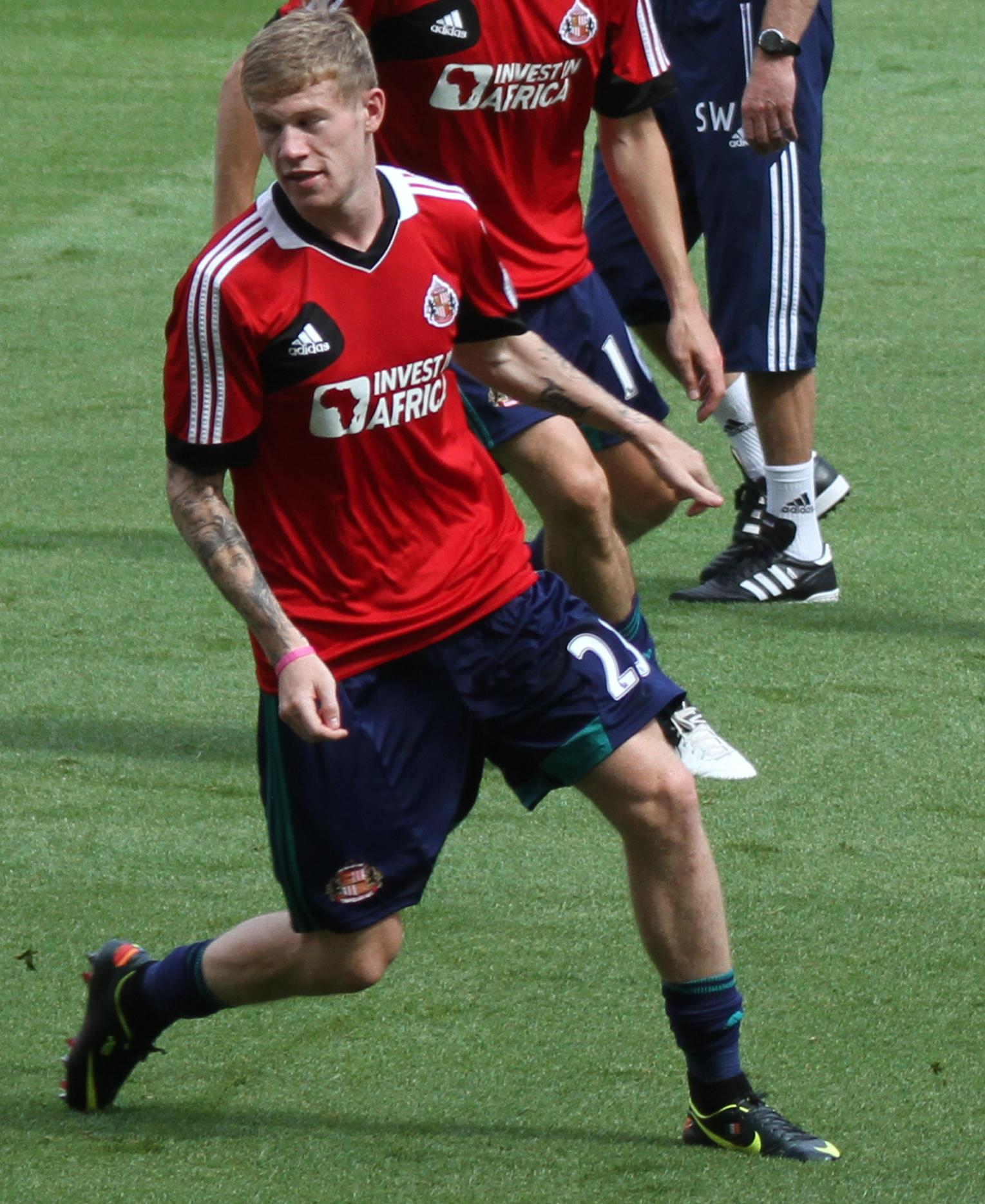
サンダーランドAFCでウォーミングアップをするマクレーン (2012年8月)

2012年8月、フットボールリーグカップのモアカムFC戦で2012-13シーズン初得点にして2得点を挙げる。同大会ではミルトン・キーンズ・ドンズFC戦でも得点した。11月10日のエヴァートンFC戦において、戦没者追悼記念日のリメンブランス・デーにあたり、監督を始め全選手がポピーの刺繍入りユニフォームを着用するのが慣例となっているが、マクレーンが拒否したことで議論となる。自身の決定に同僚や他のサッカー選手達やクラブから擁護されたものの、ロイヤリスト等からの脅威に晒され、翌週のフラムFC戦でサンダーランドのファンのブーイングを受けた。サンダーランドで初出場を飾ってから丁度1年となる2012年12月11日のレディングFC戦で、同シーズンにおけるリーグ戦初得点を挙げる。

#### ウィガン・アスレティック
2013年8月8日、推定移籍金100万ポンド (その内15万ポンドがデリー・シティへ) でウィガン・アスレティックFCに3年契約で移籍。3日後のウェンブリー・スタジアムで行われたマンチェスター・ユナイテッドFCとのFAコミュニティ・シールドにおいて初出場、2014年1月26日のFAカップでのクリスタル・パレスFC戦で加入後初得点にして、自身としては2012年8月以来の得点を記録した。なお、2013年12月18日のシェフィールド・ウェンズデイFC戦で得点していたものの、嵐による没収試合で無効となっている。

#### ストーク・シティ
2018年7月22日、フットボールリーグ・チャンピオンシップのストーク・シティFCに移籍した。移籍金は500万ポンドで、契約期間は4年間。

#### ウィガン復帰
2021年8月17日、ウィガン・アスレティックFCに1年契約で復帰した。
2023年3月30日には、自身が自閉症であることを公表した。

#### レクサム
2023年8月4日、1年延長オプション付きの1年契約でレクサムAFCに加入した。
2025年8月8日、レクサムとの契約を2年延長した。

### 代表歴

#### 北アイルランド
ユース時代は、U-21北アイルランド代表として7試合に出場しており、2008年のミルクカップにおいて、開幕戦のアメリカ合衆国戦で得点を挙げる等で優勝に貢献した。2011年7月26日、8月10日のフェロー諸島戦に向け、A代表に招集される。しかし、アイルランド代表でのプレーを心に決めていたマクレーンは、ナイジェル・ワージントン監督の招集を拒否し、2012年1月に後任のマイケル・オニール監督からの接触も拒否した。

#### アイルランド

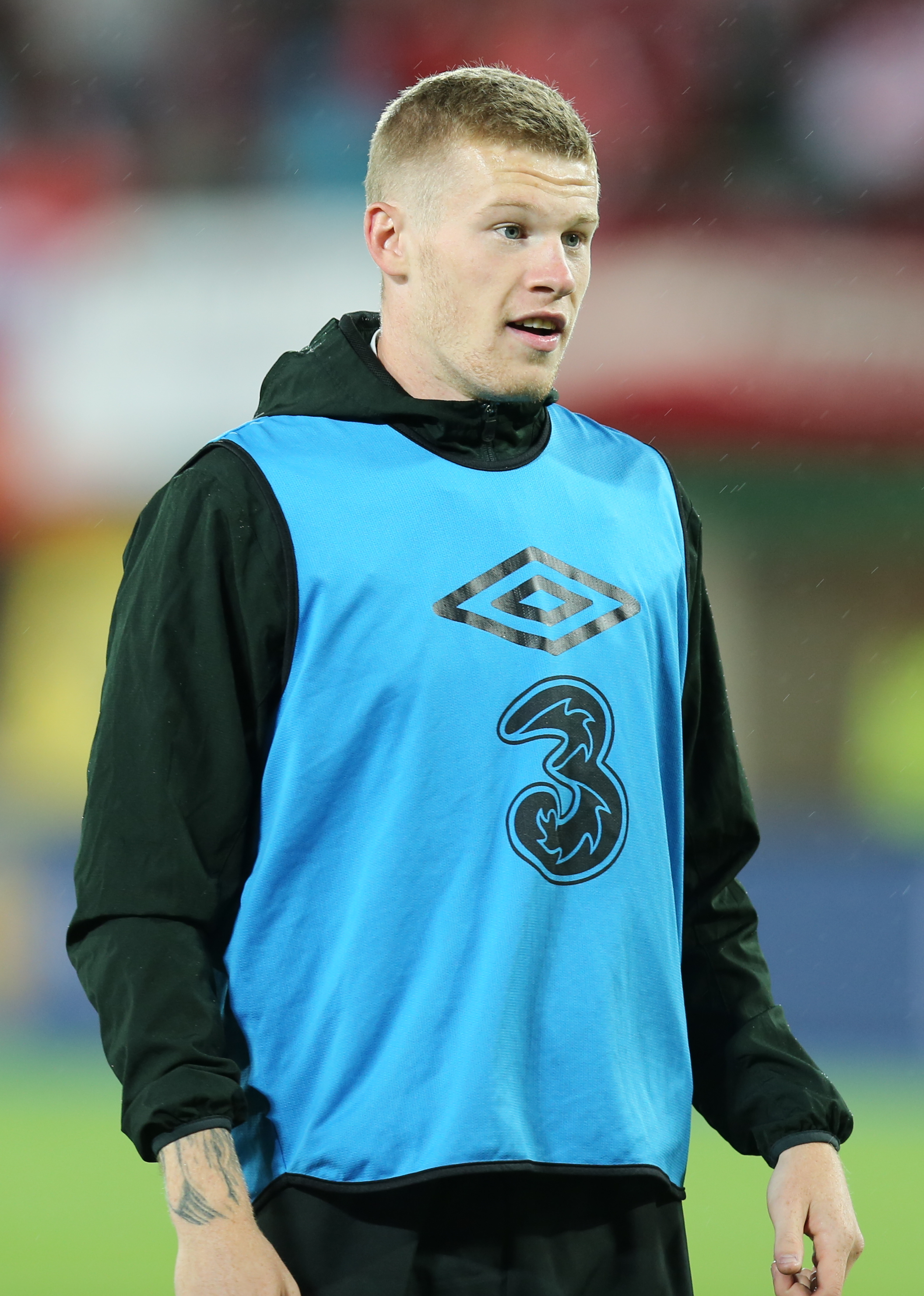
アイルランド代表でウォーミングアップをするマクレーン (2013年9月)

2012年2月9日にFIFAから代表変更が承認され、アイルランド代表でのプレーが可能となると、翌日に発表されたチェコ戦へ向けたメンバーに名前を連ねていなかったが、クラブでの活躍で2月20日に追加招集され、29日のアビバ・スタジアムでのチェコとの親善試合において、78分からエイダン・マクギーディとの交代出場でA代表デビューを飾った。26日のボスニア・ヘルツェゴビナとの親善試合で初先発した。
5月7日にジョバンニ・トラパットーニ監督率いるUEFA EURO 2012のメンバーに選出される。そのことに関し、Twitter上でロイヤリスト等から死の脅威に晒され、アカウントを閉鎖する事態となった。EURO 2012では、6月10日のクロアチアとの初戦を未出場で終えた後、次戦でも同様と見られていたが、14日のスペイン戦で76分から出場を果たしている。9月7日の2014 FIFAワールドカップ・ヨーロッパ予選のカザフスタン戦で起用されず、Twitter上でトラパットーニ監督を批判し、問題行動を起こしていた (後に謝罪) ものの、その後も定期的に招集されていた。2014年6月11日のポルトガルとの親善試合で代表初得点を挙げた。

## 個人成績

### クラブでの成績
出典:
| 所属クラブ         | シーズン         | リーグ                     | リーグ | リーグ | カップ | カップ | リーグカップ | リーグカップ | その他 | その他 | 合計 | 合計 |
| 所属クラブ         | シーズン         | 所属リーグ                 | 出場   | 得点   | 出場   | 得点   | 出場         | 得点         | 出場   | 得点   | 出場 | 得点 |
| ------------------ | ---------------- | -------------------------- | ------ | ------ | ------ | ------ | ------------ | ------------ | ------ | ------ | ---- | ---- |
| インスティテュート | 2007-08          | IFAプレミアシップ          | 1      | 0      | 0      | 0      | 0            | 0            | 0      | 0      | 1    | 0    |
| インスティテュート | 合計             | 合計                       | 1      | 0      | 0      | 0      | 0            | 0            | 0      | 0      | 1    | 0    |
| デリー・シティ     | 2008             | リーグ・オブ・アイルランド | 1      | 0      | 0      | 0      | 0            | 0            | 0      | 0      | 1    | 0    |
| デリー・シティ     | 2009             | リーグ・オブ・アイルランド | 26     | 1      | 0      | 0      | 0            | 0            | 0      | 0      | 26   | 1    |
| デリー・シティ     | 2010             | LOIファーストディビジョン  | 30     | 10     | 0      | 0      | 0            | 0            | 0      | 0      | 30   | 10   |
| デリー・シティ     | 2011             | リーグ・オブ・アイルランド | 21     | 7      | 0      | 0      | 1            | 0            | 0      | 0      | 22   | 7    |
| デリー・シティ     | 合計             | 合計                       | 78     | 18     | 0      | 0      | 1            | 0            | 0      | 0      | 79   | 18   |
| サンダーランド     | 2011-12          | プレミアリーグ             | 23     | 5      | 6      | 1      | 0            | 0            | -      | -      | 29   | 6    |
| サンダーランド     | 2012-13          | プレミアリーグ             | 36     | 2      | 2      | 0      | 3            | 3            | -      | -      | 36   | 6    |
| サンダーランド     | 合計             | 合計                       | 59     | 7      | 8      | 1      | 3            | 3            | -      | -      | 70   | 11   |
| ウィガン           | 2013-14          | チャンピオンシップ         | 37     | 3      | 5      | 1      | 0            | 0            | 6      | 0      | 48   | 4    |
| ウィガン           | 2014-15          | チャンピオンシップ         | 35     | 6      | 1      | 0      | 0            | 0            | 0      | 0      | 36   | 6    |
| ウィガン           | 合計             | 合計                       | 72     | 9      | 6      | 1      | 0            | 0            | 6      | 0      | 84   | 10   |
| キャリア通算成績   | キャリア通算成績 | キャリア通算成績           | 210    | 34     | 14     | 2      | 4            | 3            | 6      | 0      | 234  | 39   |

### 代表での成績
出典:
| アイルランド代表 | アイルランド代表 | アイルランド代表 |
| 年               | 出場             | 得点             |
| ---------------- | ---------------- | ---------------- |
| 2012             | 6                | 0                |
| 2013             | 12               | 0                |
| 2014             | 9                | 4                |
| 2015             | 7                | 0                |
| 2016             | 13               | 4                |
| 2017             | 10               | 2                |
| 2018             | 6                | 0                |
| 2019             | 9                | 0                |
| 2020             | 5                | 0                |
| 2021             | 10               | 1                |
| Total            | 87               | 11               |

#### 代表での得点
| #   | 開催日         | 開催地               | 対戦国         | スコア | 結果 | 大会                                    |
| --- | -------------- | -------------------- | -------------- | ------ | ---- | --------------------------------------- |
| 1.  | 2014年6月10日  | イーストラザフォード | ポルトガル     | 1-3    | 1-5  | 親善試合                                |
| 2.  | 2014年10月11日 | ダブリン             | ジブラルタル   | 4-0    | 7-0  | UEFA EURO 2016予選                      |
| 3.  | 2014年10月11日 | ダブリン             | ジブラルタル   | 6-0    | 7-0  | UEFA EURO 2016予選                      |
| 4.  | 2014年11月18日 | ダブリン             | アメリカ合衆国 | 3-1    | 4-1  | 親善試合                                |
| 5.  | 2016年3月29日  | ダブリン             | スロバキア     | 2-1    | 2-2  | 親善試合                                |
| 6.  | 2016年10月11日 | キシナウ             | モルドバ       | 1-2    | 1-3  | 2018 FIFAワールドカップ・ヨーロッパ予選 |
| 7.  | 2016年10月11日 | キシナウ             | モルドバ       | 1-3    | 1-3  | 2018 FIFAワールドカップ・ヨーロッパ予選 |
| 8.  | 2016年11月12日 | ウィーン             | オーストリア   | 1-0    | 1-0  | 2018 FIFAワールドカップ・ヨーロッパ予選 |
| 9.  | 2017年6月4日   | ダブリン             | ウルグアイ     | 3-1    | 3-1  | 親善試合                                |
| 10. | 2017年10月9日  | カーディフ           | ウェールズ     | 1-0    | 1-0  | 2018 FIFAワールドカップ・ヨーロッパ予選 |
| 11. | 2021年3月30日  | デブレツェン         | カタール       | 1-0    | 1-1  | 親善試合                                |

## タイトル

### クラブ
デリー・シティ
- リーグ・オブ・アイルランド・ファーストディビジョン: 2010

ウィガン・アスレティック
- EFLリーグ1: 2021-22